# パラータ
パラータ（イタリア語: Palata）は、イタリア共和国モリーゼ州カンポバッソ県にある、人口約1,700人の基礎自治体（コムーネ）。

## 地理

### 位置・広がり

#### 隣接コムーネ
隣接するコムーネは以下の通り。
- アックアヴィーヴァ・コッレクローチェ
- グアルディアルフィエーラ
- グリオネージ
- ラリーノ
- モンテチルフォーネ
- モンテネーロ・ディ・ビザッチャ
- タヴェンナ